# Synnympha perfrenis
Synnympha perfrenis là một loài bướm đêm thuộc họ Gracillariidae. Nó được tìm thấy ở Ấn Độ (Bengal).
Ấu trùng ăn Heritiera littoralis. Chúng có thể ăn lá nơi chúng làm tổ.